# 藤原経邦
藤原 経邦（ふじわら の つねくに）は平安時代初期の貴族。藤原南家、右近衛少将・藤原有貞の子。官位は従五位上・武蔵守。

## 経歴
皇太后大進や武蔵守を歴任した。延喜11年（911年）出羽守を務めていた際に、亭子院酒合戦に酒豪として招聘され、参加している。盃を重ね、最初は調子がよかったが、嘔吐した。

## 系譜
※以下、『尊卑分脈』の記載に従う。
- 父：藤原有貞
- 母：藤原富士麻呂の娘
- 妻：紀春江の娘
  - 男子：藤原保方
- 妻：藤原氏江の娘
  - 男子：藤原興方（?-960）
  - 男子：藤原佐方
- 生母不詳の子女
  - 男子：藤原治方
  - 男子：藤原職方
  - 女子：藤原盛子（?-943） - 藤原師輔室

娘の盛子は藤原師輔に嫁ぎ、摂関を歴任した伊尹・兼通・兼家や、村上天皇の中宮となった安子ら四男四女の生母となっている。